# Сілвер-Сіті (Міссісіпі)
Сілвер-Сіті (англ. Silver City) — місто (англ. town) в США, в окрузі Гамфріс штату Міссісіпі. Населення — 223 особи (2020).

## Географія
Сілвер-Сіті розташований за координатами 33°5′37″ пн. ш. 90°29′56″ зх. д. / 33.09361° пн. ш. 90.49889° зх. д. (33.093691, -90.499024).  За даними Бюро перепису населення США в 2010 році місто мало площу 1,62 км², з яких 1,56 км² — суходіл та 0,06 км² — водойми.

## Демографія
Згідно з переписом 2010 року, у місті мешкало 337 осіб у 124 домогосподарствах у складі 81 родини. Густота населення становила 208 осіб/км².  Було 135 помешкань (83/км²).
Расовий склад населення:
| - 72,4 % — чорних або афроамериканців - 26,7 % — білих - 0,9 % — азіатів |

До двох чи більше рас належало 0,0 %. Частка іспаномовних становила 0,0 % від усіх жителів.
За віковим діапазоном населення розподілялося таким чином: 28,2 % — особи молодші 18 років, 58,7 % — особи у віці 18—64 років, 13,1 % — особи у віці 65 років та старші. Медіана віку мешканця становила 39,1 року. На 100 осіб жіночої статі у місті припадало 92,6 чоловіків;  на 100 жінок у віці від 18 років та старших — 82,0 чоловіків також старших 18 років.
Середній дохід на одне домашнє господарство  становив 28 931 долар США (медіана — 25 500), а середній дохід на одну сім'ю — 32 853 долари (медіана — 30 893). За межею бідності перебувало 44,0 % осіб, у тому числі 63,6 % дітей у віці до 18 років та 16,0 % осіб у віці 65 років та старших.
Цивільне працевлаштоване населення становило 93 особи. Основні галузі зайнятості: освіта, охорона здоров'я та соціальна допомога — 29,0 %, сільське господарство, лісництво, риболовля — 19,4 %, будівництво — 16,1 %.